# Бенсон Денг
Бенсон Денг (енгл. Benson Deng) је јужносудански писац, једна од аутора књиге „They Poured Fire on Us From the Sky: The True Story of Three Lost Boys of Sudan“, коју је написао заједно са својим братом Алефонсион, рођаком Бенџамином и америчком списатељицом Џоди Бернстин.
Током 1989. године Бенсон је као дечак побегао из села у коме је рођен, након напада војске Судана. Пет година је провео са братом и неколико вршњака у бекству и сналажењу у природи. Влада САД је 2001. године одобрила његовом боравак као једном од „Изгубљених дечака Судана“. Тренутно ради у Калигорнији као стручњак за дигиталну обраду фотографија. 